# Manteltarifvertrag
Manteltarifvertrag (MTV) ist eine spezielle Form des Tarifvertrags, der die Rahmenbedingungen des geltenden Tarifrechts festlegt. 

## Allgemeines
Wie jeder Tarifvertrag wird er zwischen den Tarifpartnern, also Arbeitgeberverbänden und Gewerkschaften, ausgehandelt und ist für die Mitglieder der vertragschließenden Parteien verbindlich. Teilweise werden Manteltarifverträge auch zwischen der Gewerkschaft und einzelnen Unternehmen als Haustarifvertrag vereinbart, z. B. beim Volkswagen Haustarifvertrag.
Manteltarifverträge enthalten nicht die konkrete Entgelthöhe, die gewöhnlich für eine relativ kurze Laufzeit in einem Entgelttarifvertrag oder in einem Lohn- und Gehaltstarifvertrag geregelt wird, und auch nicht die Eingruppierung der Beschäftigten in Lohn-, Tarif- oder Gehaltsgruppen oder -stufen, die gewöhnlich in einem Entgelt-Rahmentarifvertrag bzw. Entgelt-Rahmenabkommen geregelt wird.

## Inhalt
In Manteltarifverträgen sind längerfristige, allgemeinere Regelungen. Typische Inhalte sind Einstellungs- und Kündigungsbedingungen, Dauer des Urlaubs, Arbeitszeitregelungen, Regelungen zu Krankheit, Krankmeldung und Lohnfortzahlung, Zuschläge für Mehr-, Nacht- und Schichtarbeit, Arbeitsbedingungen, Vermögenswirksame Leistungen und Bestimmungen zum Rationalisierungsschutz sowie zur Qualifizierung.
Manteltarifverträge haben meistens eine längere Laufzeit als Entgelttarifverträge oder Lohn- und Gehaltstarifverträge. Gelegentlich fehlt eine Laufzeitangabe ganz. Dann gelten sie so lange, bis sie gekündigt werden. Für einzelne Regelungen werden häufig abweichende Kündigungsfristen vereinbart.
Der Manteltarifvertrag (MTV) für die Metall- und Elektroindustrie Nordrhein-Westfalens vom 8. November 2018 gliedert sich beispielsweise in die Kapitel:
- A: Arbeitsverhältnis;
- B: Arbeitszeitdauer;
- C: Arbeitszeitverteilung;
- D: Freistellungszeiten;
- E: Bereitschaft/Reisezeit;
- F: Mehr-, Spät-, Nacht-, Sonntags und Feiertagsarbeit;
- G: Arbeitsverhinderung/Arbeitsausfall;
- H: Urlaub;
- I: Vergütungsbestimmungen;
- J: Bestimmungen für Auszubildende;
- K: Streitfälle / Betriebsratslose Betriebe;
- L: Schlussbestimmungen.